# Krucemburk
Krucemburk (in tedesco Kreuzberg) è un comune mercato della Repubblica Ceca facente parte del distretto di Havlíčkův Brod, nella regione di Vysočina.